# Джейсон Мьюз
Джейсон Мьюз (англ. Jason Mewes, нар. 12 червня 1974) — американський теле- і кіноактор, продюсер. Він зіграв роль Джея у серії фільмів свого давнього друга Кевіна Сміта.

## Раннє життя
Джейсон Едвард Мьюз народився і виріс в робочому кварталі Хайлендс, Нью-Джерсі. Він ніколи не бачив свого батька, а його мати була колишньою ув'язненою і наркоманкою. Вона померла від СНІДу в 2002 році.

## Кар'єра
Мьюз дебютував у кіно в 1994 році, зігравши роль Джея в дебютному фільмі Сміта «Клерки». Сам Сміт виконав роль його напарника — Мовчазного Боба. У подальшому Мьюз знімався у всіх фільмах Сміта, в яких з'являлася парочка Джей і Мовчазний Боб: «Лобурі», «У гонитві за Емі», «Догма», «Джей і мовчазний Боб завдають удару у відповідь», «Клерки 2». Також Мьюз брав участь у фільмі «Стильні штучки» (Разом з Періс Хілтон) і камео в ролі Джея у фільмі «Крик 3». Крім цього він знімався у ряді незалежних малобюджетних картин.
У комп'ютерній грі Scarface: The World Is Yours Мьюз озвучував епізодичного персонажа — злодія, мова якого є дуже схожою на мову Джея.

## Особисте життя
Мьюз відкрито говорить про свою боротьбу із зловживанням психоактивних речовин, яке почалося у віці 20-ти років. Він вперше почав вживати героїн незабаром після появи в у фільмі «Лобурі», і незабаром пристрастився до цього; він перебував під впливом під час зйомок «У гонитві за Емі» і «Догма». За ініціативою Сміта, Мьюз пройшов курс реабілітації наркоманів в 1997 році. Сміт побачив, як Мьюз спонтанно заснув, що він спочатку приписував нарколепсії.
У 1999 році Мьюз був заарештований в Нью-Джерсі за зберігання героїну. Його випробувальний термін включав в себе громадські роботи, консультування, і регулярні явки до суду в Нью-Джерсі. Наприкінці 2001 року, після того як він був не в змозі зробити явку до суду, йому був виданий ордер на арешт. Мати Мьюза померла від СНІДу в 2002 році. 1 квітня 2003 року він здався у суді в Freehold, Нью-Джерсі і визнав себе винним у порушенні випробувального терміну. Йому було наказано пройти шестимісячну програми реабілітації, після чого він зможе повернутися в Лос-Анджелес, але якщо він знову порушить випробувальний термін, йому загрожує до п'яти років у в'язниці.
Мьюз продовжував вживати наркотики, і розповів, що одного разу прокинувся у різдвяний ранок 2003 року від пожежі, яка почалася через запалену свічку після того, як він заснув у стані наркотичного сп'яніння від героїну. Перебуваючи у відчужені від Сміта та інших своїх друзів, Мьюз повернувся в Нью-Джерсі, де йому дали вибір — відвідувати шість місяців суду за мандатом реабілітації або рік у в'язниці.
Мьюз чекав рік, після чого почав намагатися відродити свою кар'єру. У інтерв'ю в липні 2006 року він повідомив, що він був тверезий, і не плекав жодних спонукань до алкоголю або наркотиків.
Щоб допомогти Мьюзу зберегти свою тверезість, Кевін Сміт створив подкаст Jay & Silent Bob Get Old, щоб дати Мьюзу можливість розповідати серед інших тем і свої історії про зловживання психоактивними речовинами. Станом на 8 травня 2014 року, Мьюз не вживав ніяких психоактивних речовин вже протягом 1406 днів.

## Фільмографія
| Рік       |   | Українська назва                                | Оригінальна назва                             | Роль                 |
| --------- | - | ----------------------------------------------- | --------------------------------------------- | -------------------- |
| 1994      | ф | Клерки                                          | Clerks                                        | Джей                 |
| 1995      | ф | Тусовщики з супермаркету                        | Mallrats                                      | Джей                 |
| 1996      | ф |                                                 | Drawing Flies                                 | Az                   |
| 1997      | ф | У гонитві за Емі                                | Chasing Amy                                   | Джей                 |
| 1999      | ф | Догма                                           | Dogma                                         | Джей                 |
| 1999      | ф |                                                 | Tail Lights Fade                              |                      |
| 1999      | ф |                                                 | The Blair Clown Project                       | Свідок №3            |
| 1999      | ф | Пролите молоко                                  | Spilt Milk                                    |                      |
| 2000      | ф | Крик 3                                          | Scream 3                                      | Джей (камео)         |
| 2000      | ф |                                                 | Vulgar                                        | Tuott the Basehead   |
| 2001      | ф | Джей і мовчазний Боб завдають удару у відповідь | Jay and Silent Bob Strike Back                | Джей                 |
| 2000—2002 | с |                                                 | Clerks: The Animated Series                   | Джей                 |
| 2002      | ф | Запрошення з присмаком смерті                   | R.S.V.P.                                      | Террі                |
| 2002      | ф | Горщик удачі                                    | High Times' Potluck                           |                      |
| 2002      | ф |                                                 | Hot Rush                                      |                      |
| 2003      | ф | Полі Шор мертвий                                | Pauly Shore Is Dead                           | Джей МС              |
| 2004      | ф |                                                 | Powder: Up Here                               | Evil Villain         |
| 2005      | ф | Деграссі: Наступне покоління                    | Degrassi: The Next Generation                 | грає себе            |
| 2005      | ф | Мій великий незалежний фільм                    | My Big Fat Independent Movie                  | Автовідповідач       |
| 2005      | ф |                                                 | Tom 51                                        |                      |
| 2005      | ф |                                                 | The Pleasure Drivers                          | Counter Monkey       |
| 2006      | ф | Клерки 2                                        | Clerks II                                     | Джей                 |
| 2006      | ф |                                                 | Feast                                         | Edgy Cat/Jason Mewes |
| 2006      | ф | Дурники                                         | National Lampoon's TV: The Movie              | роль                 |
| 2006      | ф | Стильні штучки                                  | Bottoms Up                                    | Owen Peadman         |
| 2006      | ф | Закон Джека                                     | Jack's Law                                    | Bobby Mewes          |
| 2007      | ф |                                                 | Netherbeast Incorporated                      | Waxy Dan             |
| 2007      | ф | Бувай, дитинко, бувай                           | Gone Baby Gone                                | роль                 |
| 2007      | ф |                                                 | The Tripper                                   | Джо                  |
| 2008      | ф |                                                 | Bitten                                        | Джек                 |
| 2008      | ф | Зак і Мірі знімають порно                       | Zack and Miri Make a Porno                    | Лестер               |
| 2008      | ф |                                                 | Tattoos: A Scarred History                    | грає себе            |
| 2008      | ф | Фанати                                          | Fanboys                                       | грає себе (камео)    |
| 2009      | ф | Крутий Том                                      | Tom Cool                                      |                      |
| 2009      | ф |                                                 | Midgets vs. Mascots                           | Джейсон              |
| 2009      | ф | Пристрелити героя                               | Shoot the Hero                                | Нейт                 |
| 2009      | ф |                                                 | Mitch and Stu's Quest                         | Стю                  |
| 2009      | ф |                                                 | The Science of Cool                           | Coach Cambria        |
| 2010      | ф | Повернення                                      | Repo                                          | T.J.                 |
| 2010      | ф |                                                 | Noah's Ark: The New Beginning                 | Ham                  |
| 2010      | ф | Дихання ненависті                               | Breath of Hate                                | Ned                  |
| 2010      | ф |                                                 | Big Money Rustlas                             | Bucky                |
| 2010—2012 | с | Тодд і Книга Чистого Зла                        | Todd and the Book of Pure Evil                | Джиммі               |
| 2011      | ф |                                                 | Silent But Deadly                             | Thomas Capper        |
| 2011      | ф |                                                 | Cousin Sarah                                  | Антон                |
| 2012      | ф | Спойлери з Кевіном Смітом                       | Spoilers with Kevin Smith                     | грає себе            |
| 2012      | ф | Нуби                                            | Noobz                                         | Енді Кліфтон         |
| 2012      | ф |                                                 | The Newest Pledge                             | Professor Street     |
| 2013      | ф |                                                 | Jay & Silent Bob's Super Groovy Cartoon Movie | Джей                 |
| 2013      | ф |                                                 | Vigilante Diaries (web series)                | Майк Ганновер        |
| 2016      | ф | Йогануті                                        | Yoga Hosers                                   | поліцейський         |
| 2019      | ф | Джей та Мовчазний Боб: Перезавантаження         | Jay and Silent Bob Reboot                     | Джей/Хронік          |
| 2022      | ф | Клерки 3                                        | Clerks III                                    | Джей                 |